# 後藤宗印
後藤 宗印（ごとう そういん、天文14年（1545年）ごろ - 寛永4年11月24日（1627年12月31日））は長崎の町年寄を務めた人物。キリシタンで朱印船貿易家でもあった。

## 略歴

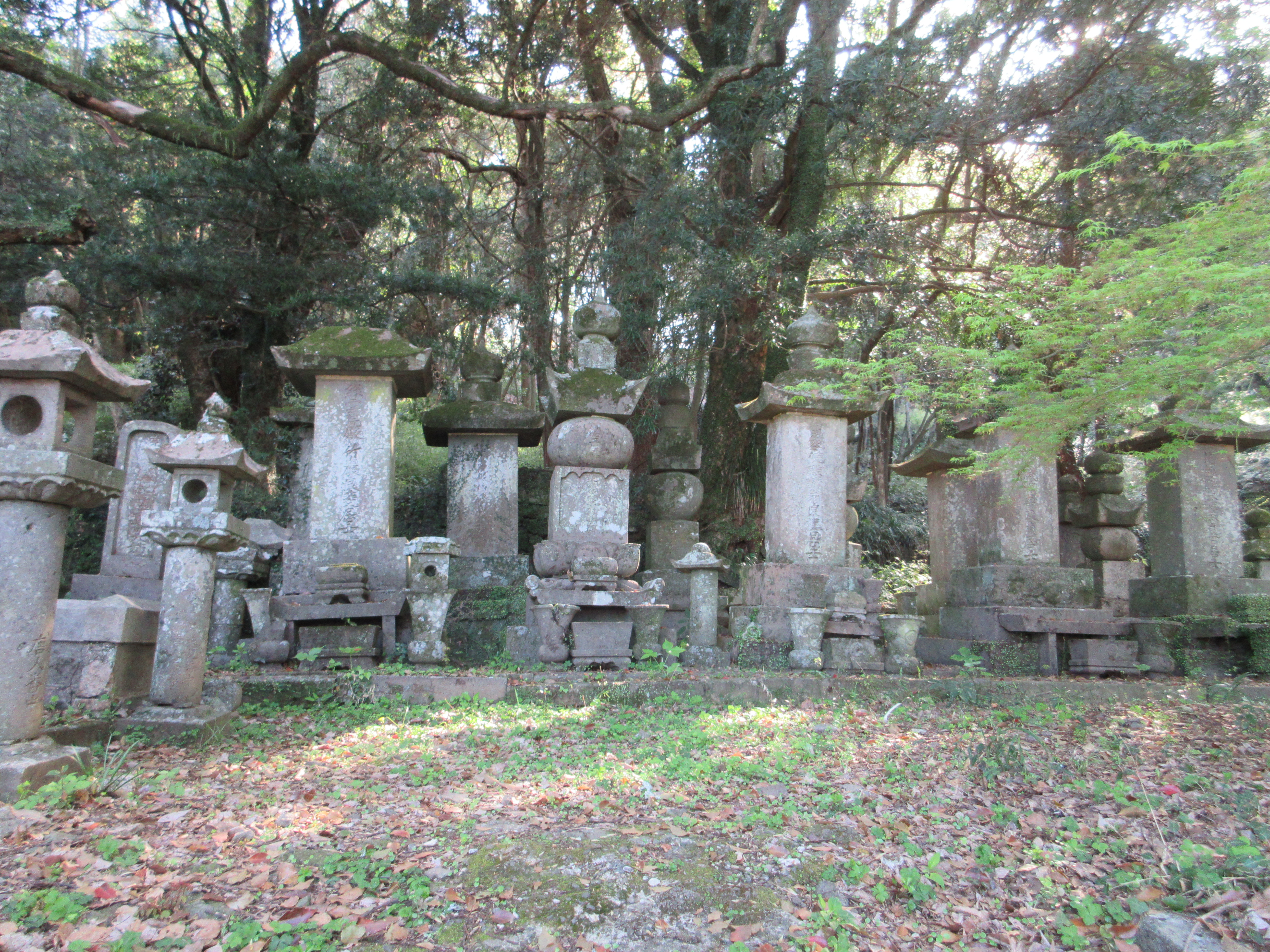
後藤家の墓所（晧台寺）

佐賀・武雄の後藤貴明の一族で、諱は貞之。当初は惣太郎という名で、後に庄左衛門と称する。宗印と号し、洗礼名は登明（Thome）といった。元亀2年（1571年）、長崎に移住し、町人達の指導的な役割を担う頭人（とうにん）となる。文禄元年（1592年）、長崎代官寺沢広高により、頭人は町年寄と改称され、後藤宗印は引き続き町の統治に携わる。
町年寄を務めるかたわら、ブルネイやシャム行きの朱印状を下付され、朱印船2隻を渡航させて海外貿易に従事した。
慶長5年（1600年）からキリシタン信仰手引書を金属活字の国字本で出版。同年3月上旬に『おらしょの飜訳』、同年6月上旬に『どちりな・きりしたん』、同16年（1611年）5月上旬に『ひですの経』を刊行。その社会的地位と財産でイエズス会を援助し、キリスト教徒の信心会「コンフラリア・デ・ミゼリコルディア（慈悲の信心会）」に加盟し慈善事業にも従事した。元和7年（1621年）3月26日付の長崎の教徒からローマ教皇に宛てた奉答文にも署名した。
寛永3年（1626年）6月、長崎住民に対する棄教命令が出され、長崎奉行の水野守信により町民の棄教が進められた際には、これを拒んで長崎の町を出た。宗印と同じ町年寄の町田宗賀ジョアンも信仰を棄てず、同じく長崎の町を去った。
寛永4年（1627年）、80余歳で病死。晧台寺に埋葬される。
出島町人の1人、後藤庄左衛門は宗印の子である。